# Cratere De Sitter
De Sitter è il nome di un cratere lunare da impatto intitolato al matematico, fisico ed astronomo olandese Willem de Sitter situato vicino al margine settentrionale della Luna, a nord della coppia di crateri Baillaud ed Euctemon. A causa della sua posizione, questo cratere viene visto di taglio, e mostra pochi dettagli; sempre per la sua posizione, questo cratere, quando è illuminato, riceve la luce da un angolo molto basso sull'orizzonte.
Questo cratere fa parte di un inusuale gruppo di tre crateri, con i bordi parzialmente sovrapposti con De Sitter L a sud-ovest e De Sitter M a nord. I tre crateri hanno dimensioni simili, con De Sitter M leggermente più grande degli altri due. Nelle zone di sovrapposizione il bordo di questo cratere mostra delle frane, mentre è più marcato nella zona est-sudest. In quest'ultima zona è presente De Sitter G, formato da due crateri sovrapposti.
Il pianoro interno è irregolare ed ondulato, con uno slanciato picco centrale. Vi sono numerosi piccoli impatti e alcune rimae vicino ai margini interni, forse di origine vulcanica.

## Crateri correlati
Alcuni crateri minori situati in prossimità di De Sitter sono convenzionalmente identificati, sulle mappe lunari, attraverso una lettera associata al nome.
| De Sitter | Coordinate            | Diametro (in km) |
| --------- | --------------------- | ---------------- |
| A         | 80°14′24″N 26°34′12″E | 35,98            |
| F         | 80°01′48″N 49°48′00″E | 22,93            |
| G         | 78°46′48″N 42°00′00″E | 9,71             |
| L         | 78°51′36″N 34°31′12″E | 69,4             |
| M         | 81°06′36″N 37°34′12″E | 75,52            |
| U         | 77°43′48″N 46°03′00″E | 35,38            |
| V         | 79°03′36″N 56°28′12″E | 19,24            |
| W         | 79°30′36″N 53°02′24″E | 44,37            |
| X         | 80°10′48″N 54°07′12″E | 11,02            |